# Star Wars: DroidWorks
Star Wars: DroidWorks è un videogioco educativo del 1998, ed è il primo titolo della sussidiaria della LucasArts, Lucas Learning. Utilizza lo stesso motore grafico del precedente titolo della LucasArts Star Wars: Jedi Knight. I creatori miravano a creare un gioco che fosse allo stesso tempo accattivante e non violento. La data di uscita originale del gioco è stata anticipata di mesi, il che ha portato il team di sviluppo a tagliare alcune funzionalità già pianificate.
La trama del gioco prevede che il giocatore salvi la galassia fabbricando droidi con abilità specifiche, come la capacità di vedere al buoio o saltare, per completare le missioni. Le parti educative di queste missioni insegnano ai giocatori concetti come energia, forza, movimento, macchine semplici, luce e magnetismo.
Star Wars: DroidWorks ha ricevuto grandi elogi dalla critica, ha venduto bene e ha vinto numerosi premi e riconoscimenti.